# 布卢尔德河畔穆泰尔
布卢尔德河畔穆泰尔（法語：Mouterre-sur-Blourde，法語發音：[mutɛʁ syʁ bluʁd]）是法国新阿基坦大区维埃纳省的一个市镇，位于该省东南部，属于蒙莫里永区。

## 地理
布卢尔德河畔穆泰尔（46°12'7"N, 0°45'15"E）面积20.18 平方千米，位于法国新阿基坦大区维埃纳省，该省份为法国中西部省份，北起曼恩-卢瓦尔省和安德尔-卢瓦尔省，西接德塞夫勒省，南至夏朗德省，东南接上维埃纳省，东临安德尔省。
与布卢尔德河畔穆泰尔接壤的市镇（或旧市镇、城区）包括：阿德里耶、吕沙、米亚克、瓦尔-加尔唐普河谷村。
布卢尔德河畔穆泰尔的时区为UTC+01:00、UTC+02:00（夏令时）。

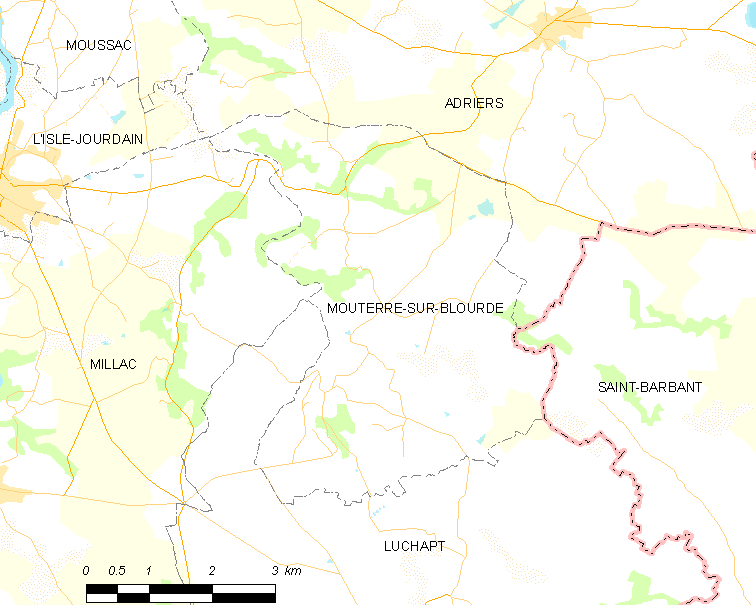
布卢尔德河畔穆泰尔的OSM定位图

## 行政
布卢尔德河畔穆泰尔的邮政编码为86430，INSEE市镇编码为86172。

## 政治
布卢尔德河畔穆泰尔所属的省级选区为吕萨克堡县。

## 人口

1962-2008年间布卢尔德河畔穆泰尔人口变化图示

布卢尔德河畔穆泰尔于2022年1月1日时的人口数量为167人。